# Secretaria para a Economia e Finanças
A Secretaria para a Economia e Finanças (SEF) (em chinês: 經濟財政司) é a entidade responsável pela definição das políticas da área de economia e finanças e pela fiscalização dos serviços públicos da referida área, do Governo da Região Administrativa Especial de Macau, cujo secretário é o titular dos principais cargos e é nomeado pelo Conselho de Estado da República Popular da China (Governo Popular Central), sob proposta do Chefe do Executivo. 

## Competências
O Secretário para a Economia e Finanças exerce as competências nas seguintes áreas da governação :
- Finanças e orçamento;
- Sectores da indústria, comércio, inspecção de jogos, e a vertente offshore, salvo no que a lei ou regulamento administrativo remeter expressamente para a competência de outro Secretário;
- Sistema monetário, cambial e financeiro, incluindo a actividade seguradora;
- Administração financeira pública e sistema fiscal;
- Produção estatística;
- Trabalho e emprego;
- Formação profissional;
- Defesa do consumidor.

## Estrutura orgânica
|  |  |                                                                 |                                                                 |                                                                 |                                                                 |                                                                 |                                                                 |  |  |                                   |                                   |                                   |                                   |                                   |                                   |  |  |                                  |                                  |                                  |                                  |                                  |                                  |  |  |                                              |                                              |                                              |                                              |                                              |                                              |  |  |                                                 |                                                 |                                                 |                                                 |                                                 |                                                 |  |  | Secretaria para a Economia e Finanças               |                                                     |                                                     |                                                     |                                                     |                                                     |  |  |                               |                               |                               |                               |                               |                               |  |  |                                                           |                                                           |                                                           |                                                           |                                                           |                                                           |  |  |                                               |                                               |                                               |                                               |                                               |                                               |  |  |                          |                          |                          |                          |                          |                          |  |  |  |  |  |  |  |  |  |  |  |  |  |  |
|  |  |                                                                 |                                                                 |                                                                 |                                                                 |                                                                 |                                                                 |  |  |                                   |                                   |                                   |                                   |                                   |                                   |  |  |                                  |                                  |                                  |                                  |                                  |                                  |  |  |                                              |                                              |                                              |                                              |                                              |                                              |  |  |                                                 |                                                 |                                                 |                                                 |                                                 |                                                 |  |  |                                                     |                                                     |                                                     |                                                     |                                                     |                                                     |  |  |                               |                               |                               |                               |                               |                               |  |  |                                                           |                                                           |                                                           |                                                           |                                                           |                                                           |  |  |                                               |                                               |                                               |                                               |                                               |                                               |  |  |                          |                          |                          |                          |                          |                          |  |  |  |  |  |  |  |  |  |  |  |  |  |  |
|  |  |                                                                 |                                                                 |                                                                 |                                                                 |                                                                 |                                                                 |  |  |                                   |                                   |                                   |                                   |                                   |                                   |  |  |                                  |                                  |                                  |                                  |                                  |                                  |  |  |                                              |                                              |                                              |                                              |                                              |                                              |  |  |                                                 |                                                 |                                                 |                                                 | Gabinete do SEF                                 |                                                 |  |  |                                                     |                                                     |                                                     |                                                     |                                                     |                                                     |  |  |                               |                               |                               |                               |                               |                               |  |  |                                                           |                                                           |                                                           |                                                           |                                                           |                                                           |  |  |                                               |                                               |                                               |                                               |                                               |                                               |  |  |                          |                          |                          |                          |                          |                          |  |  |  |  |  |  |  |  |  |  |  |  |  |  |
|  |  |                                                                 |                                                                 |                                                                 |                                                                 |                                                                 |                                                                 |  |  |                                   |                                   |                                   |                                   |                                   |                                   |  |  |                                  |                                  |                                  |                                  |                                  |                                  |  |  |                                              |                                              |                                              |                                              |                                              |                                              |  |  |                                                 |                                                 |                                                 |                                                 |                                                 |                                                 |  |  |                                                     |                                                     |                                                     |                                                     |                                                     |                                                     |  |  |                               |                               |                               |                               |                               |                               |  |  |                                                           |                                                           |                                                           |                                                           |                                                           |                                                           |  |  |                                               |                                               |                                               |                                               |                                               |                                               |  |  |                          |                          |                          |                          |                          |                          |  |  |  |  |  |  |  |  |  |  |  |  |  |  |
|  |  |                                                                 |                                                                 |                                                                 |                                                                 |                                                                 |                                                                 |  |  |                                   |                                   |                                   |                                   |                                   |                                   |  |  |                                  |                                  |                                  |                                  |                                  |                                  |  |  |                                              |                                              |                                              |                                              |                                              |                                              |  |  |                                                 |                                                 |                                                 |                                                 |                                                 |                                                 |  |  |                                                     |                                                     |                                                     |                                                     |                                                     |                                                     |  |  |                               |                               |                               |                               |                               |                               |  |  |                                                           |                                                           |                                                           |                                                           |                                                           |                                                           |  |  |                                               |                                               |                                               |                                               |                                               |                                               |  |  |                          |                          |                          |                          |                          |                          |  |  |  |  |  |  |  |  |  |  |  |  |  |  |
|  |  |                                                                 |                                                                 |                                                                 |                                                                 |                                                                 |                                                                 |  |  |                                   |                                   |                                   |                                   |                                   |                                   |  |  |                                  |                                  |                                  |                                  |                                  |                                  |  |  |                                              |                                              |                                              |                                              |                                              |                                              |  |  |                                                 |                                                 |                                                 |                                                 |                                                 |                                                 |  |  |                                                     |                                                     |                                                     |                                                     |                                                     |                                                     |  |  |                               |                               |                               |                               |                               |                               |  |  |                                                           |                                                           |                                                           |                                                           |                                                           |                                                           |  |  |                                               |                                               |                                               |                                               |                                               |                                               |  |  |                          |                          |                          |                          |                          |                          |  |  |  |  |  |  |  |  |  |  |  |  |  |  |
|  |  | Direcção dos Serviços de Economia e Desenvolvimento Tecnológico | Direcção dos Serviços de Economia e Desenvolvimento Tecnológico | Direcção dos Serviços de Economia e Desenvolvimento Tecnológico | Direcção dos Serviços de Economia e Desenvolvimento Tecnológico | Direcção dos Serviços de Economia e Desenvolvimento Tecnológico | Direcção dos Serviços de Economia e Desenvolvimento Tecnológico |  |  | Direcção dos Serviços de Finanças | Direcção dos Serviços de Finanças | Direcção dos Serviços de Finanças | Direcção dos Serviços de Finanças | Direcção dos Serviços de Finanças | Direcção dos Serviços de Finanças |  |  | Direcção dos Serviços de Turismo | Direcção dos Serviços de Turismo | Direcção dos Serviços de Turismo | Direcção dos Serviços de Turismo | Direcção dos Serviços de Turismo | Direcção dos Serviços de Turismo |  |  | Direcção de Inspecção e Coordenação de Jogos | Direcção de Inspecção e Coordenação de Jogos | Direcção de Inspecção e Coordenação de Jogos | Direcção de Inspecção e Coordenação de Jogos | Direcção de Inspecção e Coordenação de Jogos | Direcção de Inspecção e Coordenação de Jogos |  |  | Direcção dos Serviços para os Assuntos Laborais | Direcção dos Serviços para os Assuntos Laborais | Direcção dos Serviços para os Assuntos Laborais | Direcção dos Serviços para os Assuntos Laborais | Direcção dos Serviços para os Assuntos Laborais | Direcção dos Serviços para os Assuntos Laborais |  |  | Instituto de Promoção do Comércio e do Investimento | Instituto de Promoção do Comércio e do Investimento | Instituto de Promoção do Comércio e do Investimento | Instituto de Promoção do Comércio e do Investimento | Instituto de Promoção do Comércio e do Investimento | Instituto de Promoção do Comércio e do Investimento |  |  | Autoridade Monetária de Macau | Autoridade Monetária de Macau | Autoridade Monetária de Macau | Autoridade Monetária de Macau | Autoridade Monetária de Macau | Autoridade Monetária de Macau |  |  | Fundo para o Desenvolvimento das Ciências e da Tecnologia | Fundo para o Desenvolvimento das Ciências e da Tecnologia | Fundo para o Desenvolvimento das Ciências e da Tecnologia | Fundo para o Desenvolvimento das Ciências e da Tecnologia | Fundo para o Desenvolvimento das Ciências e da Tecnologia | Fundo para o Desenvolvimento das Ciências e da Tecnologia |  |  | Direcção dos Serviços de Estatística e Censos | Direcção dos Serviços de Estatística e Censos | Direcção dos Serviços de Estatística e Censos | Direcção dos Serviços de Estatística e Censos | Direcção dos Serviços de Estatística e Censos | Direcção dos Serviços de Estatística e Censos |  |  | Conselho de Consumidores | Conselho de Consumidores | Conselho de Consumidores | Conselho de Consumidores | Conselho de Consumidores | Conselho de Consumidores |  |  |  |  |  |  |  |  |  |  |  |  |  |  |

## Legislação Orgânica
- Lei Básica da Região Administrativa Especial de Macau[2]
- Lei n.º 2/1999[3]
  - Lei de Bases da Orgânica do Governo.
- Regulamento Administrativo n.º 6/1999[4]
  - Organização, competências e funcionamento dos serviços e entidades públicos
- Regulamento Administrativo n.º 14/1999[5]
  - Estatuto do Gabinete do Chefe do Executivo e dos Secretários

## Mandatos de cada Secretário
1. Francis Tam Pak-yuen (20 de Dezembro de 1999 a 19 de Dezembro de 2014)
2. Lionel Leong Vai Tac (20 de Dezembro de 2014 a 19 de Dezembro de 2019)
3. Lei Wai Nong (20 de Dezembro de 2019 a 19 de Dezembro de 2024)
4. Anton Tai Kin Ip (20 de Dezembro de 2024 até ao presente)